# Cnaeus Domitius Corbulo
Cnaeus Domitius Corbulo (Peltuinum, 7 körül – Kenkhreai, 67) római politikus, Nero egyik legjobb hadvezére és Caligula császár sógora volt. Hasonló nevű apja a senatus praeturát viselt tagja volt, édesanyja pedig többször ment férjhez, így Caligula Caesonia nevű felesége Corbulo féltestvére volt.

## Karrierjének korai szakasza
Gyermek- és ifjúkoráról szinte semmit sem tudunk. Csak abból vonhatunk le következtetéseket, hogy a korabeli cursus honorumnak megfelelően legalább harminckét évesen lehetett elnyerni a consuli rangot. Corbulo feltehetően tisztként szolgált a seregben, majd a quaestori, aedilisi és praetori hivatalokat töltötte be Tiberius alatt. Tiberius és Caligula idején az italiai utakat felügyelte, amely feladatot ellátta ugyan, de számos piszkos ügyben szerepet játszott – talán éppen az uralkodó akaratának megfelelően. Corbulo 39-ben, Caligula uralkodása alatt lett consul suffectus, így hivatali előrelépése feltehetően Caesonia hatásának is betudható.

## Claudius alatt
Caligula és családja 41-ben történt lemészárlásakor Corbulo karrierje egy időre megtört, ám Claudius nyilván tisztában volt kitűnő hadvezéri képességeivel, ezért 47-ben kinevezte a négy Germania Inferiorban állomásozó legio parancsnokává. Sikeres hadjáratokat vezetett a chaucusok Gennascus rablóvezér vezette germán törzse ellen, ám Claudius – aki feltehetően a még folyó britanniai hadjárat alatt nem akart nagy háborúba keveredni a kontinensen – visszahívta, és rábízta a Rajna bal partjának megerődítését. Ekkor készült el a Maast és a Rajnát összekötő csatorna, amely a mai napig látható Leiden és Voorburg között Dél-Hollandiában. Régészek több erődöt is feltártak, amelyek a hadvezér tevékenységéhez köthetőek.
47-ben Corbulo hazatért, és a császártól megkapta az ornamenta triumphalist. Ezután több évig nem viselt semmilyen hivatalt, ennek oka azonban ismeretlen. Az egyik feltevés szerint otthon kívánt maradni, mert ekkoriban született meg feleségétől, Cassia Longinától lánya, Domitia Longina, aki később Domitianus császár felesége és egyik gyilkosa lett. Mindenesetre szülővárosa, Peltuinum sokat szépült ott-tartózkodása idején. 52–53-ban lépett ismét színre mint a gazdag, ám katonailag jelentéktelen Asia provincia proconsulja – ez a megbízatás akkoriban a legkitüntetőbbek közé tartozott.

## Nero hadvezére
54-ben, Nero trónra lépésekor Corbulót nyomban keletre küldték a Pártus Birodalom ellen hadakozni. A harc oka és helyszíne alapvetően Armenia Magna, a két birodalom közti ütközőállam volt. I. Vologeszész parthus király ugyanis betört a királyságba, és elűzte az uralkodóját, a Róma-barát Rhadamistust, és saját fivérét, I. Tiridatészt tette a trónra. Ez ellentétes volt az Augustus és IV. Phraatész között kötött szerződésben foglaltakkal, amely a rómaiak számára biztosította az arméniai király megkoronázásának jogát.
Corbulo és a syriai helytartó, Caius Durmius Ummidius Quadratus két-két legióval rendelkezett a térségben, azonban ekkor még nem bontakozott ki komolyabb harc: 55-ben a saját fiával, Vardanésszel belharcba kezdő parthus uralkodó a királyi család számos tagját túszul adta a rómaiaknak. Corbulo ismeretlen okokból követelte, hogy az ő kezébe kerüljenek a túszok, és Ummidius átadta őket neki. A két hadvezér mindvégig rivális maradt. 58-ban Tiridatész kihasználva, hogy a római haderő nem állt készen, újból támadást indított az immár VI. Tigranész, Nagy Heródes zsidó király dédunokája uralta Arménia ellen, és kisebb győzelmet aratott az immár öt legiót felvonultató rómaiak ellen az Eufrátesznél. Végül a kaukázusi törzsekkel szövetségben és a hürkánok lázadásától megtámogatva sikerült bevenni két arméniai fővárost, Artaxát és 59-ben a Tigrisen túl eső Tigranokertát. A győzelem teljes volt, és az elhunyt Ummidius utódjául Corbulót helyezték át Cappadociából Syria élére. Közben egy új legio érkezett a hadszíntérre, tehát a rómaiak tudták, hogy a háborúskodás még nem ért véget.
62-ben tört ki az újabb konfliktus: Vologeszész ismét megkoronázta Tiridatészt, és megkezdte Tigranokerta ostromát. Mivel az északi hadak római parancsnoka még nem érkezett meg, Corbulo megegyezett a parthusokkal: a rómaiak kivonultak Arméniából, cserébe Vologesszész és Tiridatész is felhagyott az ostrommal. Az év nyarán érkezett meg az északi hadseregcsoport vezetője, az előző év consulja, Lucius Caesennius Paetus. Ő betört Arméniába, míg Corbulo délen, az Eufráteszen kelt át. Paetus azonban csapdába került Arszamoszata környékén, és mire Corbulo odaért, két legiója már megadta magát. Tiridatész gyakorlatilag uralta Arméniát, ám a téli tárgyalások során a még mindig erős pozícióban levő rómaiak nem akartak békét kötni.
63-ban Corbulo ismét Arméniába vonult, immár négy legióval. A pártusok tisztában voltak a támadóerő nagyságával, ám a rómaiak sem akartak tovább harcolni a sivatagban. Tiberius Iulius Alexander közreműködésével még a döntő összecsapás előtt megszületett a békeszerződés. Ismét Róma joga lett az arméniai király kinevezése, ám Tiridatész megőrizte trónját – mindössze el kellett látogatnia a rivális birodalom fővárosába, hogy Nero koronázza meg. A háborút igazából egyik fél sem nyerte meg, azonban Rómában fantasztikus győzelemként tüntették fel. Még Janus templomának kapuit is bezárták, jelezve a teljes béke beállását.

## A bukás
Amikor 67-ben Nero Görögországban tartózkodott, magához rendelte Corbulót. Miután a hadvezér Kenkhreaiba (latinosan Cenchraea), Korinthosz kikötőjébe érkezett, a császár ismeretlen okból parancsot adott a kivégzésére, és amikor Corbulo értesült az utasításról, kardjával átdöfte mellkasát. Utolsó mondata állítólag ez volt: „Méltó vagyok!” Műve, amit ázsiai hadjáratairól írt, elveszett.
| Elődei: Quintus Sanquinius Maximus (suff) és Lucius Apronius Caesianus | Consul 39 (suff) collega: Lucius Apronius Caesianus | Utódai: Cnaeus Domitius Afer (suff) és Aulus Didius Gallus (suff) |